# 烏克蘭卡 (巴爾溫科韋市鎮)
49°7′18″N 36°41′13″E / 49.12167°N 36.68694°E
烏克蘭卡（烏克蘭語：Українка）是位於烏克蘭東部的村莊，由哈爾科夫州伊久姆區的巴爾溫科韋市鎮負責管轄。該村處於別列卡河右岸，始建於1927年，面積0.55平方公里，海拔高度145米，2001年人口226。